# Bret Easton Ellis
Bret Easton Ellis, född 7 mars 1964 i Los Angeles, Kalifornien, är en amerikansk författare. Han är kanske mest känd för romanen American Psycho, som blev omtalad vid utgivningen med anledning av dess detaljerade skildringar av sex och grovt våld.

## Biografi
Ellis växte upp i Sherman Oaks i San Fernando Valley i Kalifornien. Han utbildade sig vid Bennington College, där han avlade examen som filosofie kandidat (BA) 1986. 
Bret Easton Ellis romandebut var 1985 års Less Than Zero, som översattes till svenska som Noll att förlora och 1987 blev föremål för en filmatisering.
Ellis kom ut som bisexuell år 2004 då Michael Wade Kaplan, som Ellis haft ett längre förhållande med, gick bort. Kaplan var en av de personer han tillägnade sin roman Lunar Park. Ellis har tidigare i sitt liv haft förhållanden med kvinnor.